# Mislav Oršić
Mislav Oršić (ur. 29 grudnia 1992 w Zagrzebiu) – chorwacki piłkarz, występujący na pozycji napastnika w tureckim klubie Trabzonspor oraz w reprezentacji Chorwacji. Brązowy medalista Mistrzostw Świata 2022 oraz uczestnik Mistrzostw Europy 2020.

## Życiorys
W czasach juniorskich trenował w NK Kustošija i Interze Zaprešić. 1 lipca 2009 został włączony do pierwszego składu Interu. W rozgrywkach Prvej hrvatskiej nogometnej ligi zadebiutował 12 września 2009 w przegranym 0:1 meczu z Dinamem Zagrzeb. 
10 września 2013 odszedł do włoskiej Spezii Calcio. Od 1 lipca 2014 do 5 stycznia 2016 był piłkarzem rodzimego HNK Rijeka. W tym okresie przebywał na wypożyczeniu w słoweńskim NK Celje i południowokoreańskim Jeonnam Dragons. 5 stycznia 2016 został zawodnikiem Jeonnam na zasadzie definitywnego transferu, którego kwota wyniosła 750 tysięcy euro. 1 lipca 2016 odszedł za 1,3 miliona euro do chińskiego Changchun Yatai. 9 lutego 2017 został piłkarzem południowokoreańskiego Ulsan Hyundai FC. Wraz z tym klubem w sezonie 2016/2017 zdobył puchar kraju. 
1 lipca 2018 został sprzedany za milion euro do Dinama Zagrzeb. W sezonach 2018/2019, 2019/2020 i 2020/2021 z Dinamem został mistrzem Chorwacji.
W reprezentacji Chorwacji zadebiutował 9 września 2019 w zremisowanym 1:1 meczu z Azerbejdżanem. Do gry wszedł w 86. minucie, zastępując Ante Rebicia.
W styczniu 2023 przeniósł się do angielskiego Southampton. 
1 lipca 2023 za kwotę około 2 mln euro przeszedł się do tureckiego Trabzonsporu.